# Ponthieva ekmanii
Ponthieva ekmanii är en orkidéart som beskrevs av Rudolf Mansfeld. Ponthieva ekmanii ingår i släktet Ponthieva och familjen orkidéer.
Artens utbredningsområde är Haiti. Inga underarter finns listade i Catalogue of Life.